# Taynton (Gloucestershire)
Pour les articles homonymes, voir Taynton.
Taynton est une paroisse civile et un village du Gloucestershire, en Angleterre.